# معادلة القاعدة الحبيبية

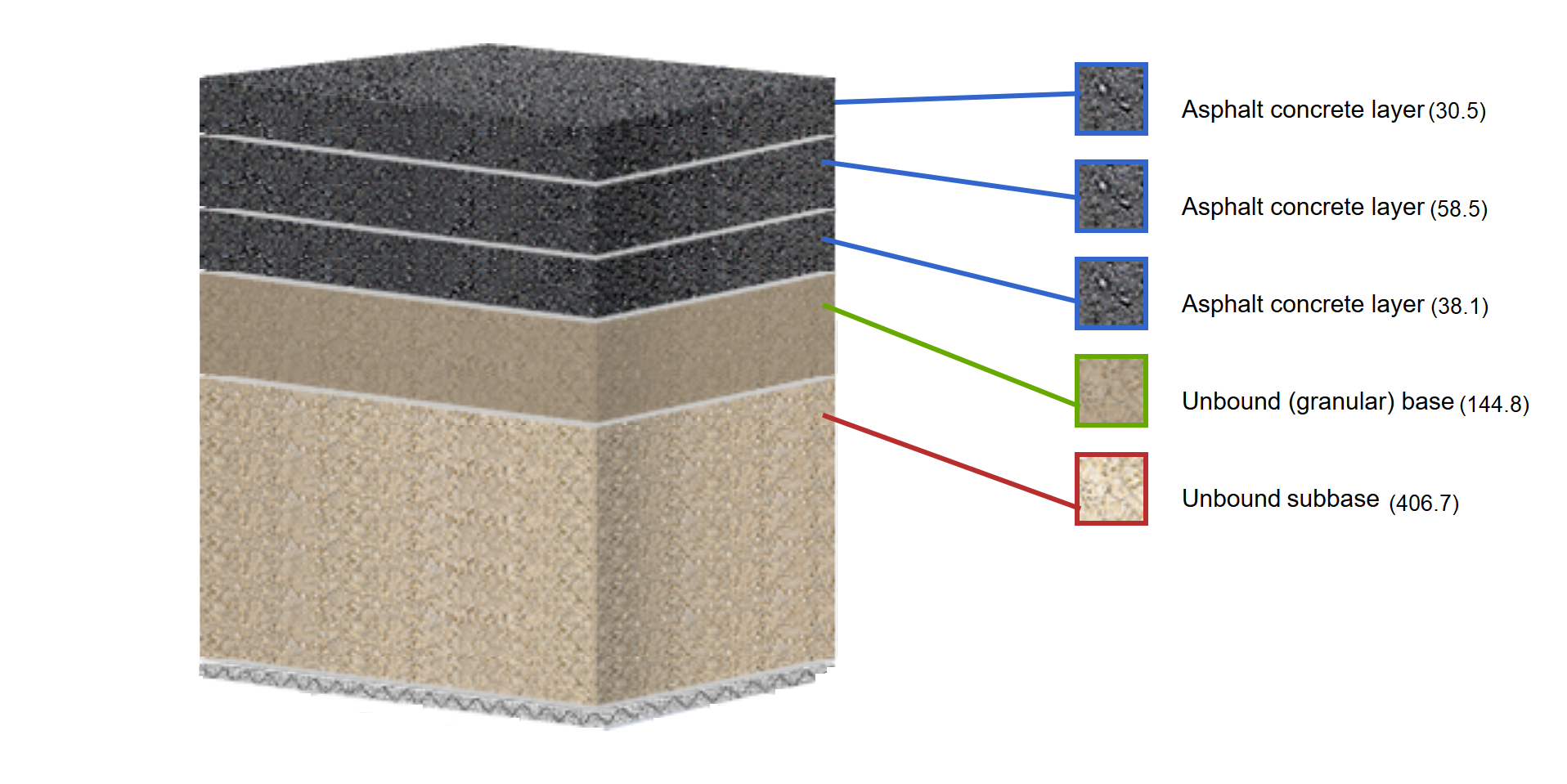
طبقات الطريق المختلفة: تحت الأساس، أساس، وثلاث طبقات من الخرسانة الإسفلتية.

معادلة القاعدة الحبيبية (بالإنجليزية: Granular base equivalency) أو جي بي أي هي طريقة لقياس السماكة الكلية للرصيف. نظرًا لأن الطرق تتكون من طبقات متعددة ذات خصائص فيزيائية مختلفة، يتم قياس سمكها الإجمالي بواسطة جي بي أي. تقوم جي بي أي بترجمة سمك طبقات الطريق المختلفة إلى رقم، وهو الأساس المعادل، باستخدام مجموعة من المعاملات. معادلة القاعدة الحبيبية مقياس شائع وهام في تصميم الرصيف ونمذجة أداء الرصف.

## مثال
فيما يلي مثال على حساب GBE المأخوذ من پیریونسی (2019). يدور هذا المثال حول طريق في قاعدة بيانات إل تي بي بي. يتكون هذا الطريق من الطبقات التالية: تحت الأساس، أساس، وثلاث طبقات من الخرسانة الإسفلتية. سمكها مبين بالمليمتر في الجدول التالي. إجمالي GBE لهذا الطريق 805٫7 ملليمتر.
| طبقة            | سماكة (mm) | معاملات | جي بي اي (mm) |
| --------------- | ---------- | ------- | ------------- |
| الإسفلت الساخن  | 30٫5       | 2       | 61٫0          |
| الإسفلت الساخن  | 58٫5       | 2       | 117٫0         |
| الإسفلت الساخن  | 38٫1       | 2       | 76٫2          |
| طبقة الأساس     | 144٫8      | 1       | 144٫8         |
| طبقة تحت الأساس | 607٫1      | 0٫67    | 406٫7         |
| مجموع           | -          | -       | 805٫7         |